# マンダネ
マンダネ（紀元前584年頃 - 紀元前559年?）はメディア王国の王女で、後にカンビュセス1世の王妃になり、キュロス2世の母となり、ペルシアのアケメネス朝の支配者となった。

## 語源
“マンダネ”の名前は古代ペルシア語で“永遠”を意味する。

## ヘロドトスの記述
ヘロドトスによれば、 マンダネはメディアのアステュアゲス王の娘であった。
アステュアゲスは、彼女の誕生の後まもなく娘が アジアが洪水になるほどの放尿をするという夢を見た。 そこでマギに相談したところ、 マンダネの息子が支配地を転覆する警告だという解釈をした。 この結果を未然に防ぐため、アステュアゲスは封臣で"よい家族で静かな気質の" 、つまりメディアの玉座を脅かすことのないカンビュセス1世の元に嫁がせた。また、アステュアゲスはマンダネが妊娠したときに二回目の夢を見た。そこではブドウの樹が彼女の子宮から生えて、世界を覆うという夢だった。これを恐ろしく感じたアステュアゲスは、もっとも忠実な家臣であるメディアのハルパゴスにその子供を殺すよう命じた。しかし、ハルパゴスは気高い血が流れることを躊躇し、その子供を羊飼いのミトリダテスの元に隠した。その子供が後のキュロス2世である。十数年後、キュロスは祖父であるアステュアゲスに背き、戦争を引き起こした。キュロスはパサルガダエの戦いのメディアのハルパゴスの寝返りによって勝利を引き起こした。

## キュロスの教育のマンダネ
クセノポンはまたキュロスの教育において次のように言及している。それによると、キュロスが子供のころマンダネとその息子はアステュアゲスの宮廷に行くとキュロスは気に入られ、狩りに連れて行ってもらった。 一方マンダネはアンシャンの夫のもとに戻ることとなった。 そのときキュロスは父であるカンビュセス1世が病気で、アステュアゲスが追いかけその戦いに参加する彼を訪ねに戻るという話をでっち上げた。

## 死
マンダネの死は紀元前559年であるように語られている。けれどこの年は夫であるカンビュセス1世の日付であり、彼女の実際の死の日付や、地位が王妃から皇太后にかわった時間はいまだ不明である。